# 聖三一教堂 (蘇梅)
聖三一教堂（烏克蘭語：Свято-Троїцький собор）是位於烏克蘭蘇梅的東正教教堂，為該市的重要地標。教堂以結合古典主義和巴洛克元素的風格建造，以聖彼得堡的圣以撒主教座堂和三一主教座堂為範本。大教堂的三個立面都裝飾著帶有科林斯式柱子的門廊，一座高四層的鐘樓毗鄰西立面。教堂的牆壁上裝飾著花飾。

## 歷史
於1901年啟用，但直至1915年才全面完工。在蘇聯統治期間，該建築被用作博物館和管風琴音樂之家。在1996年，大教堂的一部分才被移交給信徒。

## 外部連結
- 维基共享资源上的相關多媒體資源：聖三一教堂
- 官方網站 （页面存档备份，存于） （乌克兰語）